# 印学
印學研究又稱印学、印章學，是一门專門研究各類篆刻印章的学科以及學問。這門學科主要研究各類印章的设计和制作以及該印章的社會背景。全球範圍內的印學研究歷史可以追溯至15世紀。
中國的印章自商周时代开始出现，作为表征信用的物件。然而，宋代以前，篆写印文与镌刻印章的人并不一定是同一人。篆写印文的一般是书法家，而镌刻印章的是专门的“印工”，如同刻写碑石、牌匾、钟鼎铭文一样。宋代的米芾是首个有记载的自篆自刻的文人，也被认为是印学家的始祖。元代的赵孟頫和吾丘衍分别对历代的印章进行整理摹辑，著成《印史》和《学古编》，对篆刻印章的方法进行了系统的理论性总结，被认为是印学的发端。明清时候，印学得到极大发展，篆刻印章逐渐脱离了单纯的实用意义，成为了一种独特的美学艺术，在汉文化圈内发展开来。

## 历史

### 印学的形成
印章肇始于先秦时代。明代甘旸《印章集说》中有曰：“上古作印以昭信也。”经过秦代的过渡，在汉代得到很大发展，无论在规模、体制，还是艺术性上都达到了高峰。然而，宋唐之前，印章只被用作实用的器具。印章的用途主要是作为国家、机构和个人的信用凭证，在签发文书、传递信件时钤盖，以防篡改伪造。印章可以直接钤盖在文书旁或上，也可以钤在封泥上。印章由实用器物发展为篆刻美术作品是从宋代之后开始形成。元明之际，进一步发展为专门的学术，称为印学。
唐宋时期，随着社会经济文化发展，政治稳定，古籍书画收藏之风盛行。作者在书画上钤印以作凭证；收藏鉴赏者在藏品上盖印，以说明归属、鉴定真伪。宋朝“文入画”盛行，诗、书、画结合的综合艺术形式，而鉴赏或创作时的钤印也被视为作品的一部分。因此印章本身的美观以及与作品的关系也成为了创作者和收藏者的追求研究的对象。
古代铸印刻印是由专门的工匠完成的，称为“印工”。需要印章的人自行或请人写好印章的内容（文字或图画），然后由印工刻写，成为印章。例如宋英宗制“受命宝”玺，就命令欧阳修篆写印文，然后交由工匠刻印。篆写印文者一般是书法家，但不一定会刻写印章。历史记载中首个能自篆自刻的文人是宋代的米芾。
米芾生于公元1051年，卒于1107年，宋徽宗时，出任画学博士，擢礼部员外郎，出知淮阳军，是著名的文学家、书法家、收藏家。他所用印章皆是自己一手篆刻而成。如《兰亭序》褚摹本米芾跋中便有“米芾之印”、“米姓之印”、“米芾”、“祝融之後”等多枚印迹。米芾还提出了好几条论治印、用印之法，例如主张鉴赏印应该要细文细圈等。印学史中一般认为米芾是有据可考的首个印学家。
系统性的印学理论阐述最早出现在元朝初期。吾丘衍所著的《学古编》中的《三十五举》是史上最早的研究印学艺术的专论，前十七举论述篆书之法，後十八举论述刻印之法。《三十五举》不但在理论上首次确定了汉印作为“古法”的地位，为后来的秦汉印学观奠定基础，同时对印文的选择、朱白关系、留空、边栏等技法问题以至印章的制式问题都有详细论述。
同样推崇汉印的还有比吾丘衍长十八岁的赵孟頫。他曾经摹辑《宝章集古》三百四十枚“汉魏而下”的印章成《印史》。可惜《印史》一书已经散佚，只存其序。赵孟頫还创立了“圆朱文”篆法，为後世人仿效。不过赵、吾两人并非自刻印章，而是交由印工完成。与赵孟頫、吾丘衍同时代的印人有钱选、吴叡、褚奂等人。
元代以前刻印所用的印材多为金属或质地坚硬的玉石，难以运刀。元末王冕首创用花乳石作为印材。花乳石质地较软，易于运刀，这使得文人可以将篆写和刻印两个步骤一并完成，而不必再假手于工匠。这对推动印学艺术发展有莫大作用。